# Богема (опера)
«Боге́ма» (итал. La bohème) — опера в четырёх актах Джакомо Пуччини. Либретто по произведению Анри Мюрже «Сцены из жизни богемы» написали Луиджи Иллика и Джузеппе Джакоза. Премьера оперы состоялась 1 февраля 1896 года в туринском Театре Реджо, дирижировал Артуро Тосканини.
«Богема» — одна из самых исполняемых опер в мире. Одна только Мирелла Френи пела в этой опере партию Мими более двухсот раз.

## Главные роли и голоса
| Персонажи                           | Голоса  |
| ----------------------------------- | ------- |
| Рудольф, поэт                       | тенор   |
| Марсель, художник                   | баритон |
| Шонар, музыкант                     | баритон |
| Коллен, философ                     | бас     |
| Бенуа, домохозяин                   | бас     |
| Альциндор, государственный советник | бас     |
| Мими, цветочница                    | сопрано |
| Мюзетта, актриса                    | сопрано |
| Парпиньоль                          | тенор   |
| Таможенный сержант                  | бас     |

## Сюжет

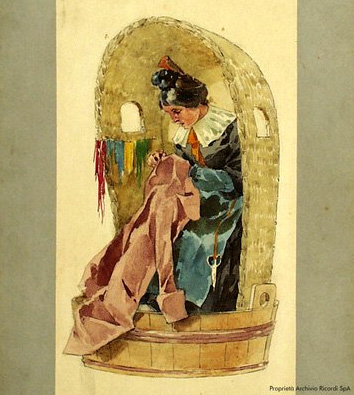
Эскиз костюма к опере

### 1-е действие
Сочельник на маленькой мансарде в Латинском квартале Парижа. Бедный поэт Рудольф и такой же бедный художник Марсель сидят у остывшего камина, им нечем его растопить. Марсель хочет пустить на дрова последний стул, но Рудольф останавливает его, жертвуя для растопки одну из своих рукописей. После растопки камин остывает так же быстро. Приходит философ Коллен, вслед за ним — музыкант Шонар, которому удалось раздобыть еды, вина и дров. Появившийся хозяин комнаты Бенуа требует квартирную плату, но друзья прибегают к хитрости, предложив вина и заведя разговор на тему женщин. Сделав возмущённый вид, они упрекают домохозяина в супружеской измене и с хохотом выпроваживают его из мансарды. После этого все, кроме Рудольфа, решают пойти в кабак «Момус» в Латинском квартале. Поэт остаётся дома, чтобы закончить работу над статьёй, но тут в дверь робко стучит соседка Мими, просящая огня для погасшей свечи. Когда она собирается уходить, Мими замечает, что обронила свой ключ, который оба начинают в темноте искать. Услышав рассказ Мими о своей жизни, Рудольф признаётся ей в любви, и она отвечает ему тем же. С улицы доносятся голоса друзей, и новоиспечённая пара решает пойти вместе в «Момус».

### 2-е действие

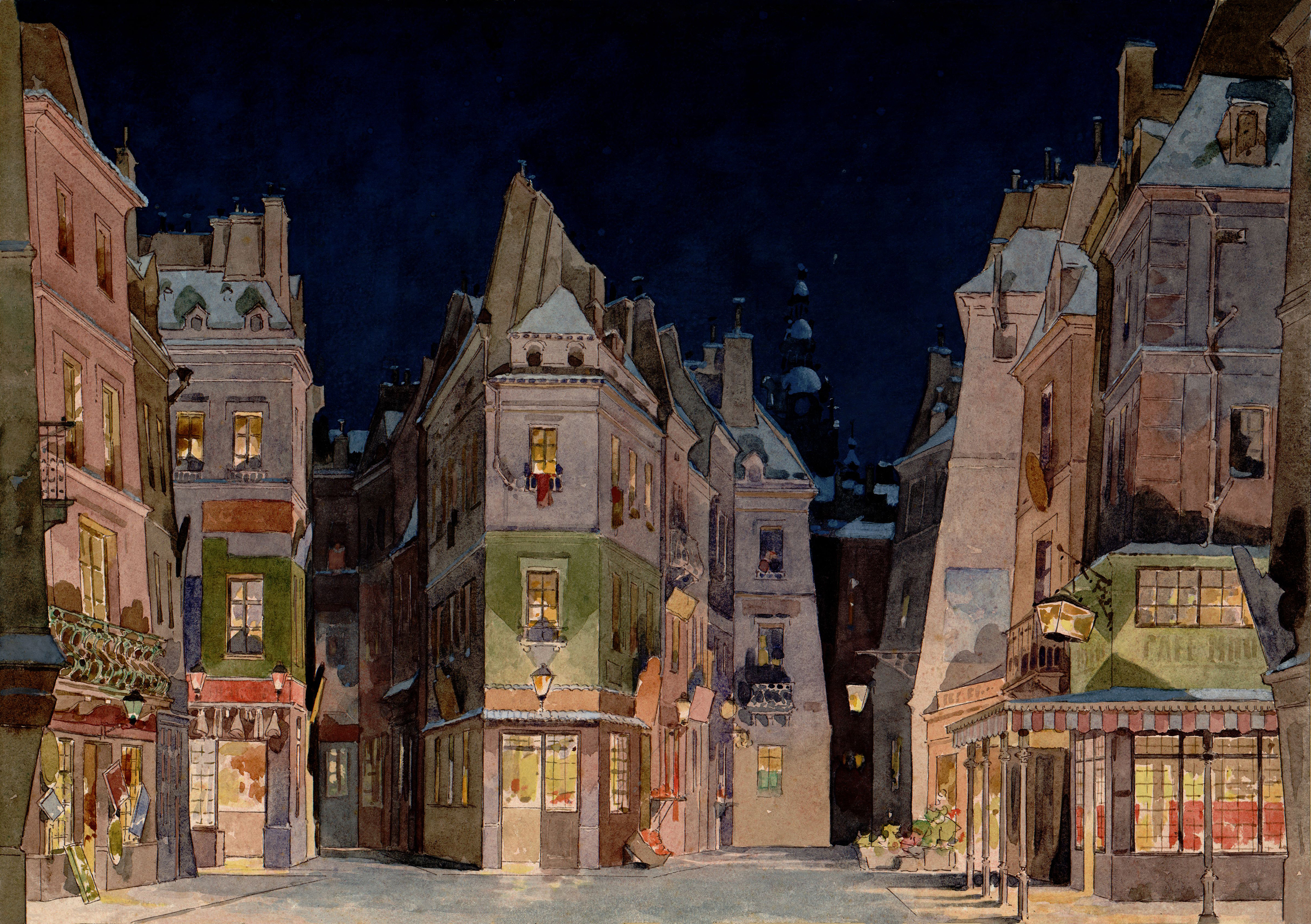
Парижская улица — декорации ко второму акту оперы для мировой премьеры в Театро Реджио, Турин, 1 февраля 1896 г.

В Латинском квартале все шумно празднуют Рождество. Дела у уличного продавца игрушек Парпиньоля идут в эти дни особенно в гору — от детворы нет отбоя. Рудольф покупает для Мими розовый чепчик, который она уже давно желала, как она потом признается. В кафе «Момус» друзья встречают бывшую возлюбленную Марселя Мюзетту, рядом с которой находится её новый богатый поклонник Альциндор. Мюзетта всячески помыкает стариком, обзывает его Лулу — лишь только бы прежний возлюбленный обратил на неё внимание. Марсель ревнует, но Мюзетте удаётся отослать Альциндора с поручением, чтобы вернуться к Марселю. Друзья весело покидают «Момус», не расплатившись — Шонар обнаружил, что его деньги закончились, на что Мюзетта сказала слуге, что за них по возвращении расплатится пожилой господин (Альциндор). Возвратившись и увидев счёт, старый ухажёр теряет равновесие и в шоке падает на стул.

### 3-е действие

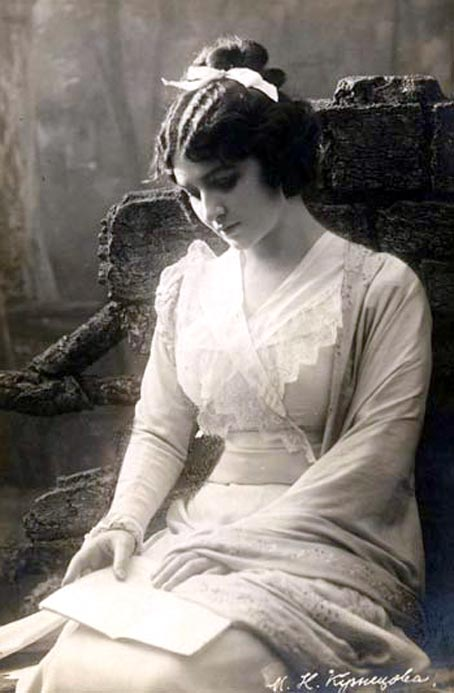
Мария Кузнецова в роли Мими

Февральское утро на окраине Парижа. У Марселя появился шанс заработать немного денег, выкрасив кабаре на окраине города. Здесь выступает Мюзетта, из кабаре слышится её смех. Мими разыскивает Марселя, чтобы поговорить с ним о необоснованной ревности Рудольфа, которая делает её жизнь невыносимой. При неожиданном появлении поэта Мими прячется и подслушивает разговор друзей. Так она узнаёт о настоящей причине поведения Рудольфа — Мими неизлечимо больна чахоткой, а Рудольфу стыдно, что он не может её содержать, он живёт в нищете и холоде. Мими выдаёт себя рыданиями. Она прощается с Рудольфом, но потом они вспоминают о своей любви и решают вместе встретить весну, хотя из-за болезни Мими ни тот, ни другой не верят, что весна для них действительно наступит. Марсель застаёт Мюзетту, флиртующей с посетителем кабаре, обвиняет её в ветрености, они ссорятся и окончательно разрывают отношения.

### 4-е действие
В мансарде полгода спустя. Рудольф и Марсель чувствуют, что скучают по своим любимым, но не признаются в этом друг другу. Появляются Коллен и Шонар, они приносят немного еды, но друзья с юмором относятся к сложившейся ситуации. Чуть позже появляется Мюзетта, приведшая с собой больную Мими, которая уже не в состоянии самостоятельно взойти по лестнице. Мими хочет повидаться с Рудольфом. Чтобы обогреть комнату и вызвать врача для больной, Мюзетта жертвует серьгами, а Коллен расстаётся со своим любимым пальто. Друзья оставляют возлюбленных наедине, те вспоминают своё общее прошлое. Мими начинает задыхаться, на крик Рудольфа сбегаются все остальные. Рудольф позже всех понимает, что его любимая мертва, и в отчаянии выкрикивает её имя.

## Музыка

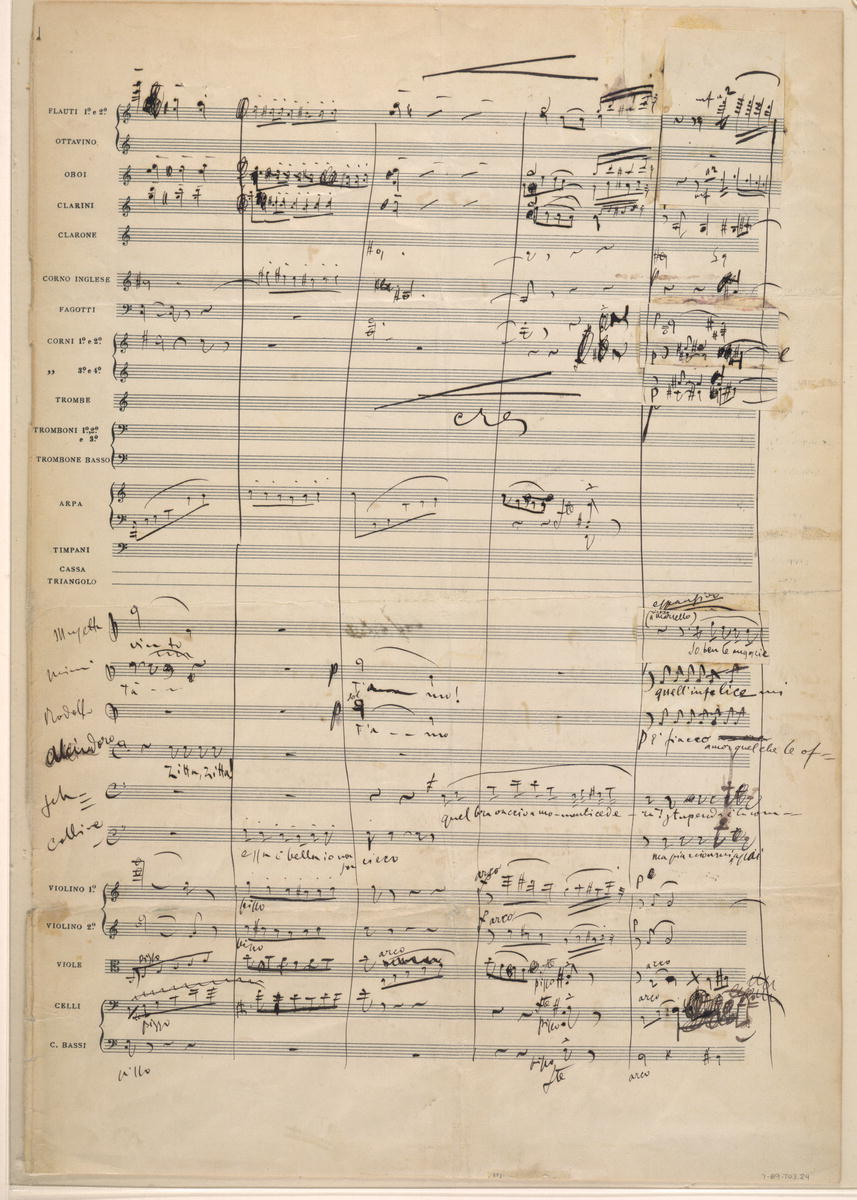
II акт «Богемы»

«Богему» отличает отсутствие увертюры, опера разделена на 4 акта. Общая длительность составляет около 1 часа 40 мин. «Богема» является одним из самых значительных оперных произведений поколения композиторов, следующего после Джузеппе Верди. Музыка и либретто составляют одно целое. Лирично-сентиментальная музыка в зависимости от сценария сменяется живыми, полными энергии темами.
В 1-м акте музыка полна молодого задора, она знакомит зрителя с романтичным поэтом Рудольфом и его друзьями. С появлением Мими музыка становится более нежной и хрупкой. Второй акт охарактеризован широким применением медных музыкальных инструментов, обозначившим уличные гуляния народа. Стремительный вальс вырисовывает образ Мюзетты. Свежая, утренняя музыка открывает третий акт, сменяется страданиями Мими, а затем постепенно приобретает драматический характер. Четвёртый акт начинается с музыкальной темы, в которой слышится тоска по утраченному счастью. При появлении женщин музыка приобретает смятенный характер, сменяется на упоённый диалог возлюбленных и в конце выразительно окрашивается траурно-трагическими нотами.

## Известные аудиозаписи
- Рудольф — Сергей Лемешев, Марсель — Павел Лисициан, Шонар — Владимир Захаров, Колен — Борис Добрин, Мими — Ирина Масленникова, Мюзетта — Галина Сахарова, хор и оркестр Всесоюзного радио, дирижёр — Самуил Самосуд, 1948 год.
- Рудольф — Иван Козловский, Марсель — Иван Бурлак, Шонар — Анатолий Тихонов, Колен — Алексей Королёв, Мими — Елизавета Шумская, Мюзетта — Александра Яковенко, оркестр Московской филармонии, дирижёр — Самуил Самосуд, 1955 год.
- Рудольф — Джанни Раймонди, Марсель — Роландо Панераи, Шонар — Джузеппе Таддеи, Колен — Иво Винко, Бенуа — Петер Кляйн, Альциндор — Зигфрид Рудольф Фрезе, Мими — Мирелла Френи, Мюзетта — Хильда Гюден, Парпиньоль — Курт Эквилус, хор и оркестр Венской государственной оперы, дирижёр — Герберт фон Караян, 1964 год.
- Рудольф — Лучано Паваротти, Марсель — Роландо Панераи, Шонар — Джанни Маффео, Колен — Николай Гяуров, Бенуа — Мишель Сенегал, Мими — Мирелла Френи, Мюзетта — Элизабет Харвуд, хор и оркестр Берлинского филармонического оркестра, дирижёр — Герберт фон Караян, 1973 год.
- Рудольф — Франко Бонисолли, Марсель — Бернд Вайкль, Шонар — Алан Титус, Колен — Раймунд Грумбах, Мими — Луция Попп, Мюзета — Александрина Милчева, Барбемуш — Александр Мальта, Паоло — Йорн Вилсинг, Юфимия — София Лис, хор и оркестр Мюнхенского радио, дирижёр — Хайнц Вальберг, 1981 год.
- Рудольф — Роберто Аланья, Марсель — Томас Хэмпсон, Шонар — Саймон Кинлисайд, Коллен — Сэмюэль Рейми, Мими — Леонтина Вадува, Мюзетта — Рут Энн Свенсон, хор и оркестр Лондонской Филармонической хоровой школы, дирижёр — Антонио Паппано, 1995 год.

## Известные видеозаписи
- Рудольф — Рамон Варгас, Марсель — Людовик Тезье, Шонар — Куинн Келси (англ. Quinn Kelsey), Коллен — Орен Градус, Мими — Анжела Георгиу, Мюзетта — Эноа Артета (англ. Ainhoa Arteta), Бенуа — Пол Плишка, Парпиньоль — Мередит Дерр, Альцидор — Пол Плишка, хор и оркестр Метрополитен-оперы, дирижёр — Никола Луизотти, режиссёр-постановщик — Франко Дзеффирелли, ведущая — Рене Флеминг, 5 апреля 2008 года[6]
- Рудольф — Витторио Григоло, Марсель — Массимо Кавалетти, Шонар — Патрик Карфицци, Коллен — Орен Градус, Мими — Кристине Ополайс, Мюзетта — Сюзанна Филлипс (англ. Susanna Phillips), хор и оркестр Метрополитен-оперы, дирижёр — Стефано Ранцани, 15 апреля 2014 года[7][8][9].

## В кино
- 2008 — фильм-опера, режиссёр Роберт Дорнхельм, Рудольф — Роландо Вильясон, Мими — Анна Нетребко, Австрия, Германия, 109 мин[10]. «Что-то среднее между блокбастером и кино для избранных», — так охарактеризовал режиссёр свой фильм.